# Hội nghị thượng đỉnh Bắc Triều Tiên – Hoa Kỳ 2018

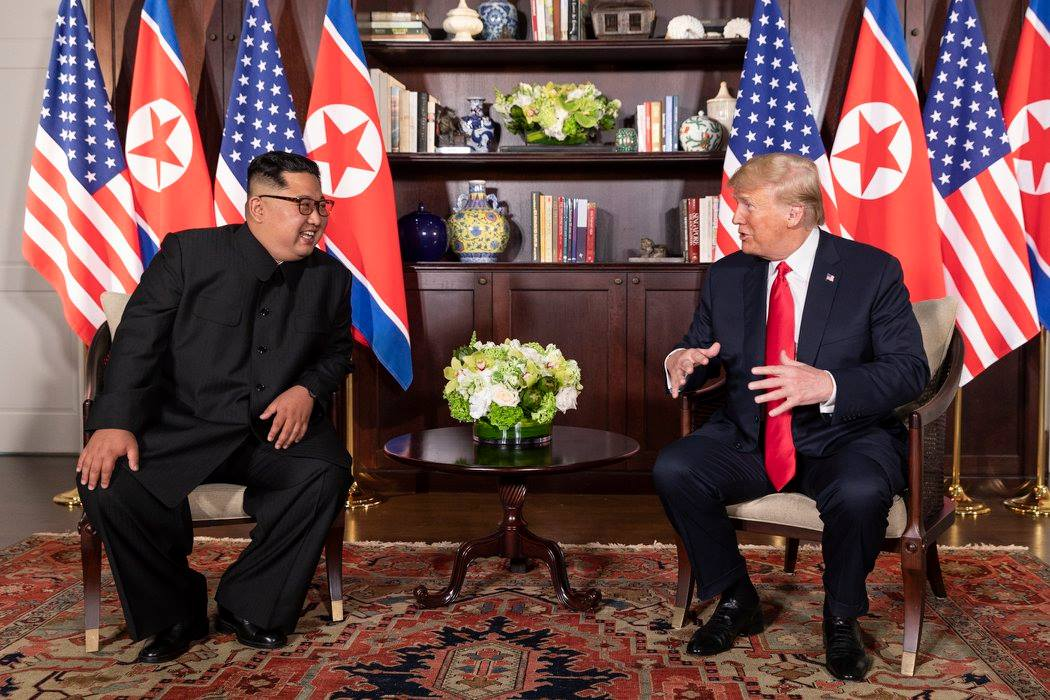
Donald Trump (phải) và Kim Jong-un gặp nhau tại Khách sạn Capella.

Hội nghị thượng đỉnh Hoa Kỳ-CHDCND Triều Tiên là một cuộc họp giữa hai nhà lãnh đạo của hai nước là Hoa Kỳ và CHDCND Triều Tiên, được diễn ra vào ngày 12 tháng 6 năm 2018 tại khách sạn Capella trên đảo Sentosa ở Singapore. Nhà Trắng đã xác nhận cuộc họp kế hoạch giữa tổng thống Donald Trump và nhà lãnh đạo Kim Jong-un vào ngày 8 tháng 3 năm 2018. Thư ký Báo chí Nhà Trắng Sarah Huckabee Sanders nói rằng "trong khi đó, tất cả các lệnh trừng phạt và áp lực tối đa phải vẫn còn". Ông Kim đã đề cập các chuẩn bị cho cuộc họp trong các nhận xét của Bộ Chính trị của Đảng Lao động Triều Tiên vào ngày 9 tháng 4.
Ngày 10 tháng 5 năm 2018, Tổng thống Donald Trump thông báo sẽ gặp Nhà lãnh đạo Kim ngày 12 tháng 6 năm 2018 tại Singapore. Trong thông điệp đăng tải trên tài khoản Twitter, ông chủ Nhà Trắng nói sẽ cùng ông Kim Jong-un nỗ lực biến cuộc gặp "được mong đợi" này thành "khoảnh khắc rất đặc biệt cho hòa bình thế giới".
Hãng thông tấn Triều Tiên KCNA dẫn lời ông Kim về cuộc gặp với Ngoại trưởng Pompeo: "Ông Kim Jong-un cho rằng hội nghị thượng đỉnh Mỹ - Triều Tiên sắp tới sẽ là cuộc gặp lịch sử nằm trong bước đầu tuyệt vời hướng tới việc thúc đẩy diễn biến tích cực trên bán đảo Triều Tiên và tạo dựng một tương lai tốt đẹp".
Vào ngày 24 tháng 5, Tổng thống Trump đã hủy bỏ hội nghị thượng đỉnh CHDCND Triều Tiên trong một bức thư gửi Kim Jong-un, trích dẫn "sự giận dữ và thù địch mở" về phía CHDCND Triều Tiên. Tổng thống Trump viết rằng "Tôi rất mong chờ được có mặt ở đó cùng ngài. Tiếc rằng, sau khi xem xét những động thái giận dữ và thù địch công khai xuất phát từ những phát biểu gần đây của ngài, tôi cảm thấy không thích hợp, ít nhất là ở thời điểm hiện tại, để chúng ta tham gia cuộc gặp vốn đã được lên kế hoạch từ lâu này". Trump cũng cảnh báo Triều Tiên rằng Mỹ có lực lượng hạt nhân "to lớn và mạnh mẽ" đến mức Triều Tiên sẽ không thể làm gì được họ. Vào ngày 1 tháng 6, Trump tuyên bố hội nghị sẽ tiếp tục như dự kiến vào ngày 12 tháng 6 sau khi ông gặp Kim Yong-chol tại Nhà Trắng. Ngày 6 tháng 6, đã có thông báo rằng Singapore đang chuẩn bị cho hội nghị thượng đỉnh.
Singapore đã chuẩn bị kỹ lưỡng để tổ chức hội nghị thượng đỉnh. Theo thủ tướng Lý Hiển Long, hội nghị thượng đỉnh có chi phí 20 triệu đô la Singapore (15 triệu USD), một nửa trong số đó là chi phí đảm bảo an ninh.

## Bối cảnh
Triều Tiên đã bị chia cắt kể từ năm 1945. Chiến tranh Triều Tiên 1950-1953 đã kết thúc với một thỏa thuận đình chiến nhưng không phải là một thỏa thuận hòa bình. Một cuộc xung đột rải rác đã tiếp tục, với quân đội Mỹ còn lại ở miền Nam. Từ những năm 1990, mối quan tâm quốc tế đã phát triển về chương trình vũ khí hạt nhân của CHDCND Triều Tiên. Tổng thống Mỹ George W. Bush gọi CHDCND Triều Tiên là một phần của "trục ác" trong địa chỉ Liên bang năm 2002 của ông, nhưng vào cuối chính quyền, CHDCND Triều Tiên đã tự nguyện cung cấp thông tin về chương trình hạt nhân của mình để đổi lấy biện pháp trừng phạt, và họ đã sớm được đưa ra khỏi danh sách Nhà tài trợ Nhà nước của khủng bố. Mặc dù vậy, các thanh tra hạt nhân đã bị cấm khảo sát bất kỳ cơ sở vũ khí của CHDCND Triều Tiên nào vào cuối năm 2008. Chính quyền Obama có chính sách "kiên nhẫn chiến lược" đối với các cuộc đàm phán với miền Bắc. Nhiều thử nghiệm hạt nhân đã được tiến hành trong những năm tiếp theo, và vụ đánh bom năm 2010 của Yeonpyeong đã làm tăng đáng kể căng thẳng giữa CHDCND Triều Tiên và Hàn Quốc. Việc leo thang chương trình hạt nhân của CHDCND Triều Tiên tiến bộ đặc biệt dưới sự cai trị của Kim Jong-un, người đã trở thành lãnh tụ nước này vào tháng 12 năm 2011, sau khi cha của ông qua đời.
Donald Trump được bầu làm Tổng thống Mỹ vào năm 2016 với thái độ phản đối chính sách "kiên nhẫn chiến lược" của Barack Obama đối với CHDCND Triều Tiên. Trong khi ủng hộ lập trường cứng rắn, ông cũng bày tỏ sự cởi mở đối thoại, nói rằng ông sẽ chuẩn bị "ăn hamburger" với Nhà lãnh đạo Kim Jong-un. Đổi lại, một trang web được liên kết với CHDCND Triều Tiên mô tả ông Trump là một "chính khách khôn ngoan".
Năm 2017, Moon Jae-in được bầu làm Tổng thống Hàn Quốc với lời hứa quay trở lại chính sách Ánh Dương về các mối quan hệ thân thiện với miền Bắc. Trong suốt cả năm, Cộng hòa Dân chủ Nhân dân Triều Tiên đã thực hiện thành công các cuộc thử nghiệm tên lửa đạn đạo liên lục địa (ICBM), có tên Hwasong-14.
Để đáp lại lời nói hùng biện của CHDCND Triều Tiên, Tổng thống Trump đã cảnh báo rằng bất kỳ cuộc tấn công của CHDCND Triều Tiên nào "sẽ được đáp ứng với hỏa lực, giận dữ và thẳng thắn, những điều mà thế giới chưa bao giờ thấy trước đây". Đáp lại, CHDCND Triều Tiên thông báo rằng họ đang xem xét một thử nghiệm tên lửa trong đó các tên lửa sẽ hạ cánh gần lãnh thổ Guam của Hoa Kỳ. CHDCND Triều Tiên đã tiến hành thử nghiệm hạt nhân thứ sáu, của một quả bom hydro, vào ngày 3 tháng 9. Cuộc kiểm tra đã được nhận phải sự lên án quốc tế và dẫn đến việc trừng phạt kinh tế hơn nữa được thực hiện đối với CHDCND Triều Tiên. Vào ngày 28 tháng 11, CHDCND Triều Tiên phóng thêm một tên lửa khác, theo các nhà phân tích, có khả năng đạt được bất cứ nơi nào tại Hoa Kỳ. Kết quả thử nghiệm đã khiến Liên Hợp Quốc đưa ra các biện pháp trừng phạt hơn nữa đối với đất nước. Hoa Kỳ cũng bổ sung CHDCND Triều Tiên trở lại danh sách Nhà tài trợ Nhà nước về khủng bố sau chín năm.
Trong diễn văn chào mừng năm mới của mình cho năm 2018, lãnh đạo CHDCND Triều Tiên Kim Jong-un đã đề xuất gửi một phái đoàn đến Thế vận hội mùa đông sắp tới ở Hàn Quốc. Vào tháng 1, một cảnh báo tên lửa giả vào tháng 1 đã báo động Hawaii.Đường dây nóng Seoul-Bình Nhưỡng đã mở cửa trở lại sau gần hai năm. CHDCND Triều Tiên và Hàn Quốc diễu hành cùng nhau trong lễ khai mạc Thế vận hội và tham gia một đội khúc côn cầu trên băng của phụ nữ thống nhất. Cũng như các vận động viên, CHDCND Triều Tiên đã gửi một phái đoàn cấp cao chưa từng có, đứng đầu là Kim Yo-jong, em gái của Kim Jong-un, và là người đứng đầu danh nghĩa của nhà nước Kim Yong-nam, và bao gồm cả những người biểu diễn như Dàn nhạc Samjiyon. Đoàn đã thông qua một lời mời tới Tổng thống Moon để thăm CHDCND Triều Tiên.

## Thông báo

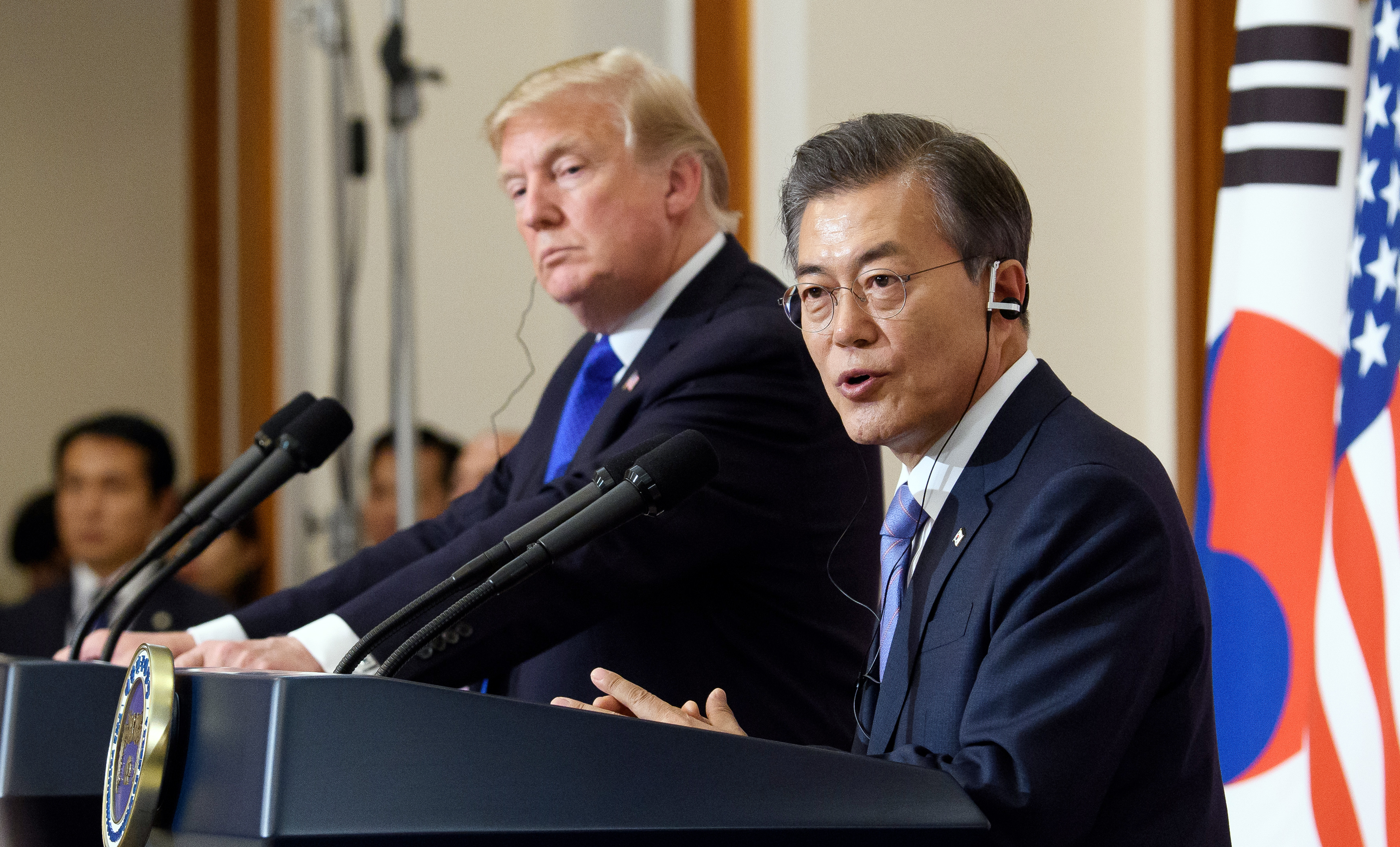
Tổng thống Hàn Quốc Moon Jae-in và tổng thống Mỹ Donald Trump, Tháng11 năm 2017

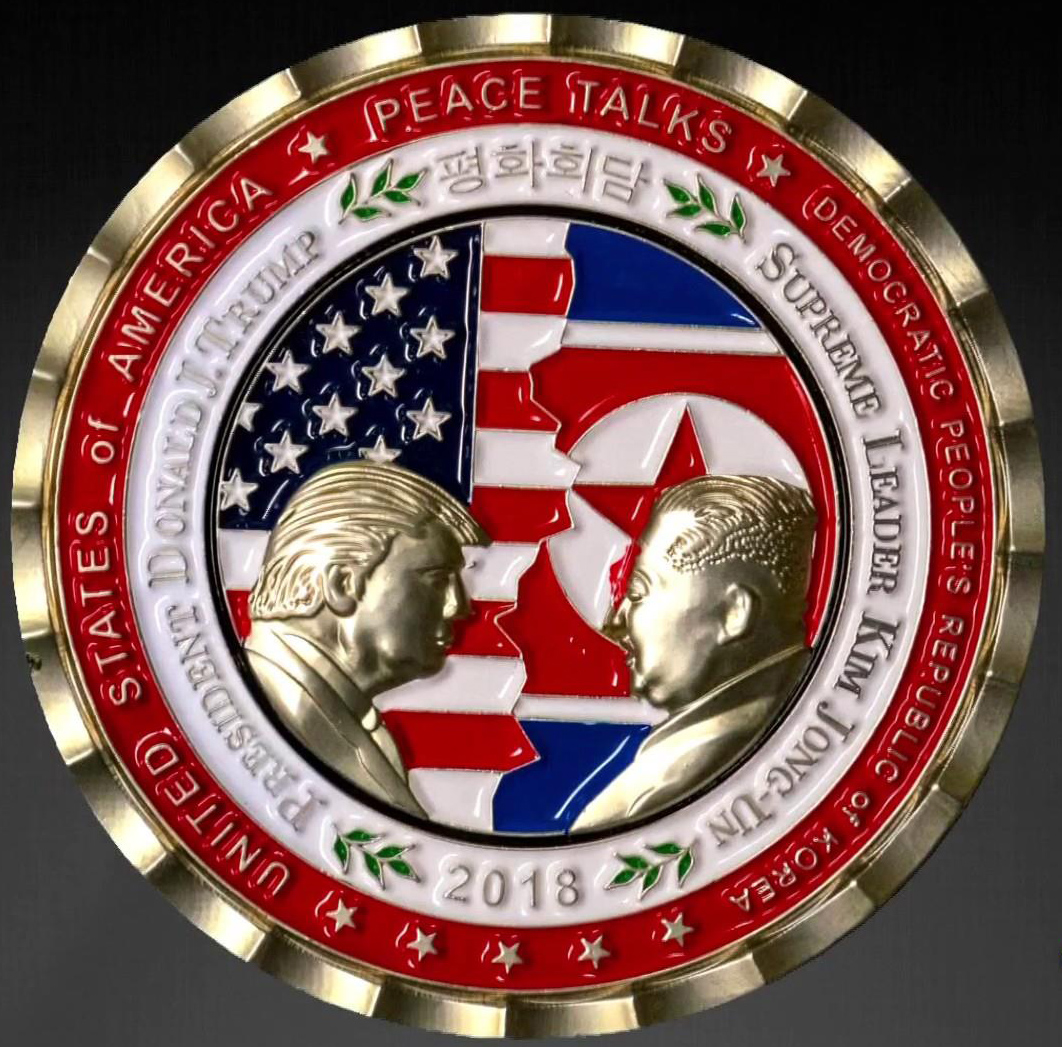
A commemorative coin prepared by the White House Communications Agency for the summit

Vào ngày 5 tháng 3 năm 2018, phái đoàn đặc biệt của Hàn Quốc đã đồng ý tổ chức Hội nghị Thượng đỉnh liên Triều thứ ba tại Nhà Hòa bình Liên Triều tại Bàn Môn Điếm vào ngày 27 tháng 4 năm 2018. Vào ngày 6 tháng 3, sau khi trở về Hàn Quốc, cố vấn an ninh quốc gia, Chung Eui-yong, và Giám đốc thông tin quốc gia Suh Hoon đã đến Hoa Kỳ vào ngày 8 tháng 3 để báo cáo với Tổng thống Trump về hội nghị thượng đỉnh sắp tới của Triều Tiên, và chuyển tiếp đến Trump lời mời của lãnh đạo Triều Tiên Kim Jong-un. Trump đã ủng hộ hội nghị thượng đỉnh CHDCND Triều Tiên - Hoa Kỳ khoảng một giờ sau khi nhận được báo cáo. Cố vấn An ninh Quốc gia Hàn Quốc (SKNS), ông Jeong đã thông báo với công chúng rằng hội nghị thượng đỉnh CHDCND Triều Tiên - Hoa Kỳ sẽ được tổ chức vào tháng 5 năm 2018.
Nhà Trắng đã thông báo rằng các lệnh trừng phạt của Liên Hợp Quốc sẽ được duy trì cho đến khi đạt được thỏa thuận giữa Hoa Kỳ và CHDCND Triều Tiên. Vào ngày 6 tháng 3, Sarah Sanders nói rằng Nhà Trắng cần phải nhìn thấy "các bước cụ thể và có thể kiểm chứng" đối với việc hủy diệt hạt nhân của Triều Tiên trước khi Trump gặp Kim Jong-un. Cuối ngày hôm đó, một quan chức không xác định của Trump nói với tờ Wall Street Journal rằng Trump vẫn chấp nhận lời mời của Kim Jong-un.
Cố vấn an ninh quốc gia Hàn Quốc Chung Eui-yong đã tới thăm Trung Quốc từ ngày 12 đến 13 tháng 3 năm 2018, và gặp lãnh đạo Trung Quốc Tập Cận Bình và các quan chức nước ngoài để báo cáo về hội nghị thượng đỉnh liên Triều cũng như hội nghị thượng đỉnh CHDCND Triều Tiên và Hoa Kỳ, và xin lời khuyên và sự giúp đỡ của họ. Ông cũng có kế hoạch thăm Nga vào ngày 14 tháng 3 năm 2018, để giải thích về tóm tắt nội dung cuộc gặp giữa CHDCND Triều Tiên và Hoa Kỳ, tìm kiếm hướng dẫn cho hội nghị thượng đỉnh liên Triều Tiên sắp tới năm 2018. Giám đốc thông tin quốc gia Suh Hoon đã đến thăm Nhật Bản và đã tham khảo ý kiến của Thủ tướng Shinzō Abe, bao gồm cả các quan chức nước ngoài về việc loại bỏ hạt nhân và hòa bình vĩnh viễn trên bán đảo Triều Tiên.

## Chuẩn bị

### Thông báo trong nội bộ CHDCND Triều Tiên
Theo phương tiện truyền thông nhà nước của CHDCND Triều Tiên, Hãng Thông tấn Trung ương Triều Tiên (KCNA), Nhà lãnh đạo Kim chủ tọa một cuộc họp của Bộ Chính trị Đảng Lao động Triều Tiên vào ngày 9 tháng 4, nơi ông đã nói về hội nghị thượng đỉnh đã lên kế hoạch với Tổng thống Trump lần đầu tiên.

## Địa điểm

### Dennis Rodman
I.M L.E.A.V.I.N.G I.N.S.T.A.G.R.A.M S.O.O.N

## Hội nghị

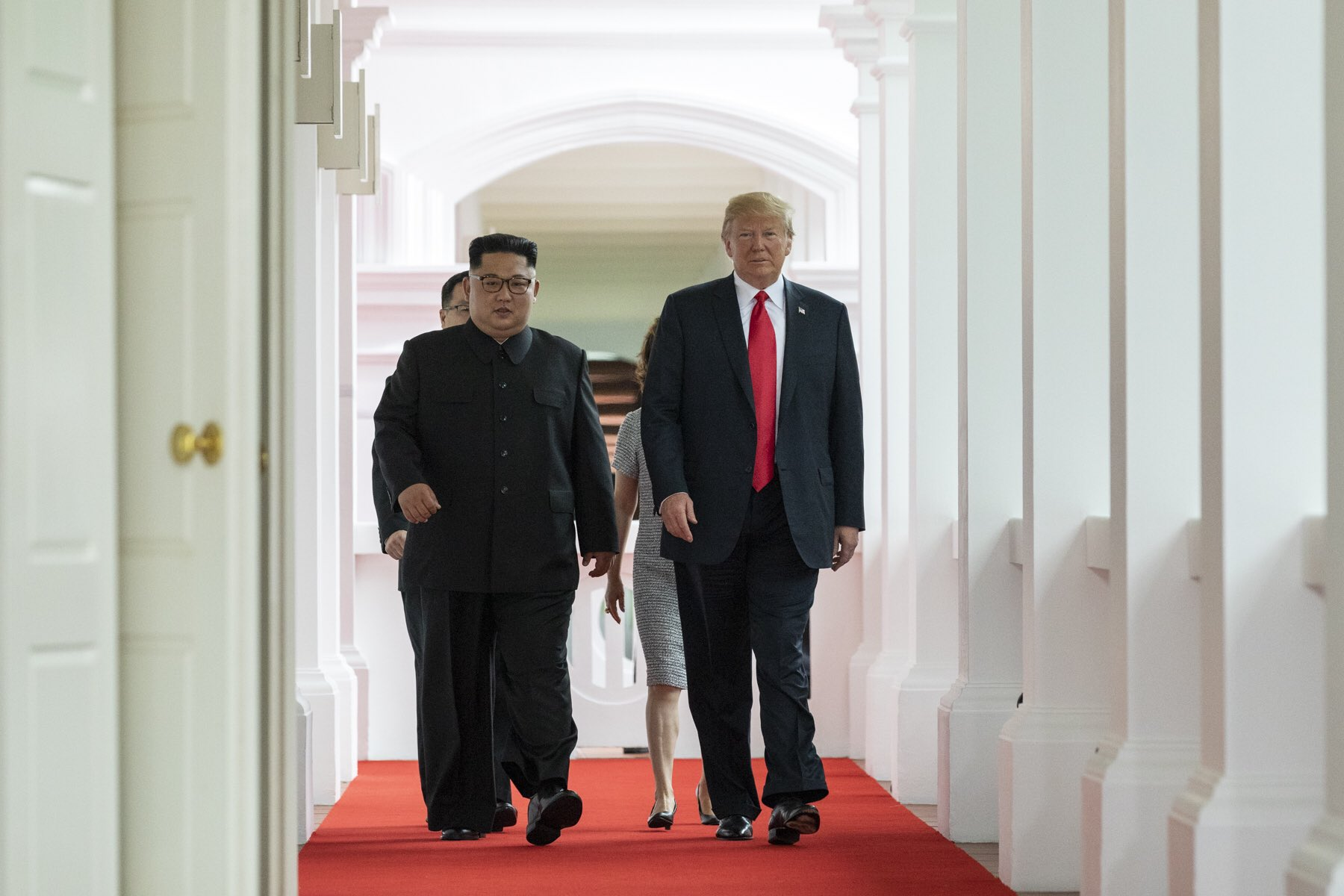
Kim và Trump đi đến phòng Hội nghị để tới cuộc gặp tay đôi giữa 2 bên.

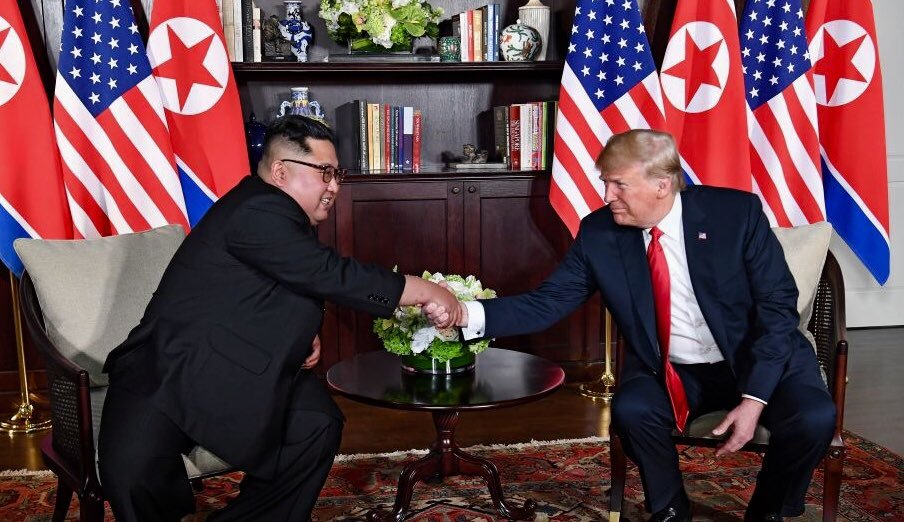
Kim và Trump trước cuộc gặp tay đôi.

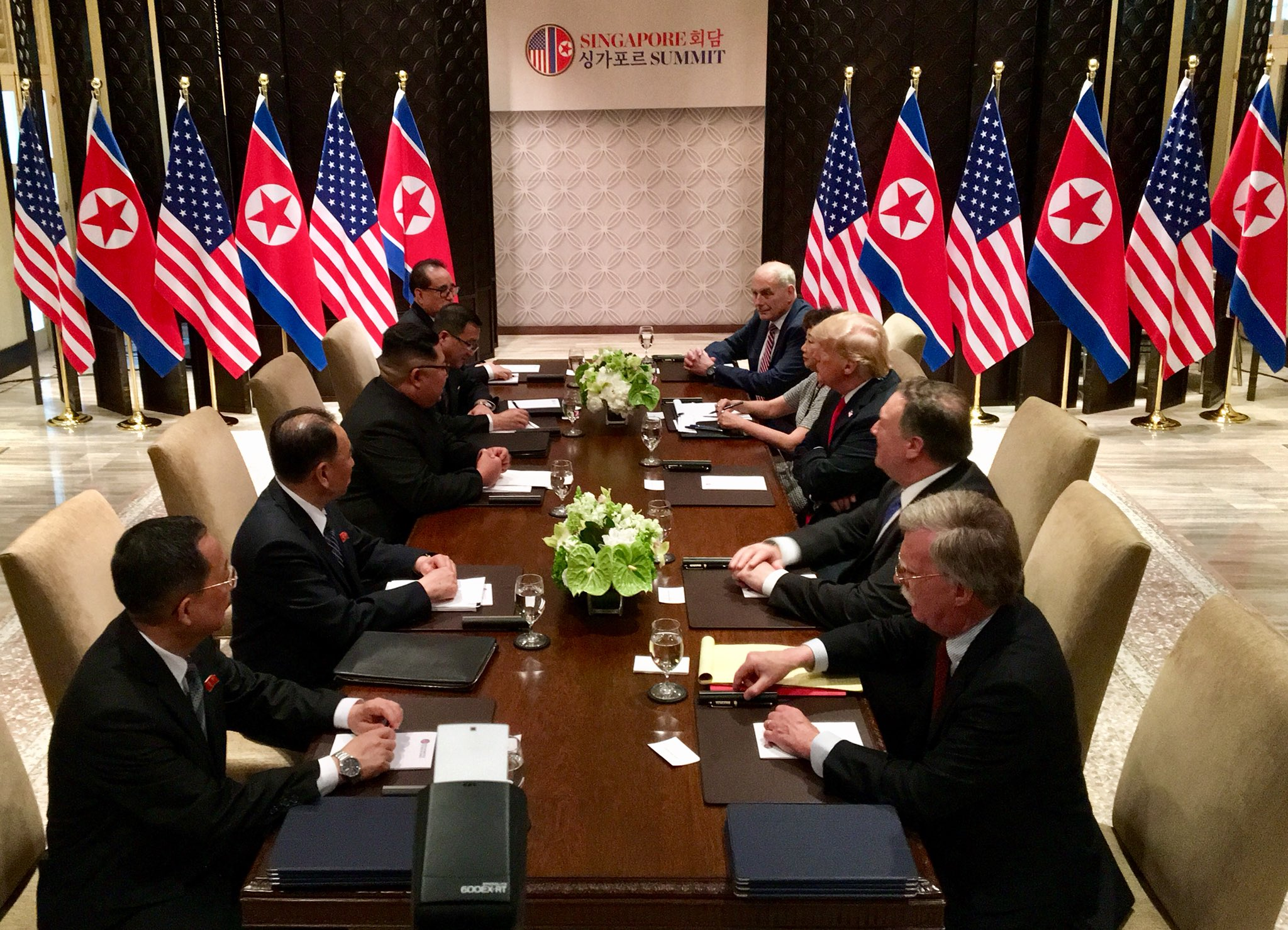
Cuộc họp song phương mở rộng giữa hai đoàn đại biểu Hoa Kỳ và CHDCND Triều Tiên.

Tổng thống Hoa Kỳ Donald Trump và lãnh đạo CHDCND Triều Tiên Kim Jong-un đã tham gia một cuộc họp riêng hai người với thông dịch viên, lúc 9 giờ sáng giờ địa phương. Sau đó, các đoàn đại biểu của cả hai nước sẽ tham gia vào một cuộc họp song phương mở rộng và một bữa trưa làm việc. Tổng thống Trump dự kiến tổ chức một hội nghị truyền thông vào lúc 4 giờ chiều giờ địa phương.
Trump dự định rời Singapore lúc 8 giờ tối  trong khi Kim Jong-un dự định rời Singapore lúc 2 giờ chiều theo dự kiến.
Hội nghị được phát sóng trong thời gian thực và được ghi nhận qua nhiều cơ quan tin tức quốc tế. Tổng thống Trump và Nhà lãnh đạo Kim bắt tay vào buổi khai mạc cuộc họp. Vào lúc 09:53 giờ địa phương, Trump và Kim xuất hiện từ cuộc đối thoại trực tiếp và đi xuống hành lang tới Cassia nơi diễn ra cuộc họp song phương mở rộng. Khi được hỏi về cuộc họp, Trump nói "Rất tốt" 
Cả hai cùng nhau ăn tối với các món ăn Hàn Quốc, Đông Nam Á, và phương Tây và một món tráng miệng gồm kem, tropezienne, và món gan tartlet sôcôla đen. Sau bữa trưa, Trump và Kim đã đi bộ một đoạn ngắn và nhìn vào bên trong xe của nhà nước Tổng thống. Trump và Kim đã ký một tài liệu không xác định trước các thành viên báo chí sau bữa ăn trưa, không cung cấp chi tiết ngay lập tức.

## Kết quả
Tổng thống Trump, đứng bên cạnh Kim Jong-un, đã nói chuyện các phương tiện truyền thông quốc tế rằng sau bữa ăn trưa làm việc sẽ có một buổi lễ ký kết. Vẫn chưa rõ cả hai nhà lãnh đạo đang ký kết điều gì. Tổng thống Trump sẽ tổ chức một cuộc họp báo vào lúc 15:30 giờ địa phương sau khi cả hai nhà lãnh đạo ký kết những điều được Trump mô tả như một thỏa thuận "rất quan trọng". Hàn Quốc hoan nghênh hội nghị thượng đỉnh này là "cuộc đàm phán của thế kỷ".

### Tuyên bố chung
Trích nội dung tuyên bố chung cuộc gặp giữa Tổng thống Hoa Kỳ và Nhà lãnh đạo CHDCND Triều Tiên
Tổng thống Trump và Nhà lãnh đạo Kim Jong-un tuyên bố như sau:
1. Hoa Kỳ và Cộng hòa Dân chủ Nhân dân Triều Tiên cam kết thiết lập mối quan hệ Mỹ - CHDCND Triều Tiên mới, đáp ứng khát khao của hai dân tộc vì hòa bình và thịnh vượng.
2. Hoa Kỳ và Cộng hòa Dân chủ Nhân dân Triều Tiên sẽ chung sức xây dựng một cơ chế hòa bình lâu dài và ổn định trên Bán đảo Triều Tiên.
3. Tái khẳng định Tuyên bố Bàn Môn Điếm ngày 27/4/2018, CHDCND Triều Tiên cam kết nỗ lực phi hạt nhân hóa hoàn toàn Bán đảo Triều Tiên.
4. Hoa Kỳ và Cộng hòa Dân chủ Nhân dân Triều Tiên cam kết tìm kiếm tù binh và hài cốt những người mất tích trong chiến tranh (POW/MIA), bao gồm việc hồi hương các hài cốt đã được xác định danh tính.

## Đoàn đại biểu tham dự

### Tham dự vào cuộc họp song phương mở rộng giữa Tổng thống Trump và Nhà lãnh đạo Kim
| Hoa Kỳ         | Hoa Kỳ                         |
| Tên            | Tên                            |
| -------------- | ------------------------------ |
| Donald Trump   | Tổng thống Hoa Kỳ              |
| Mike Pompeo    | Bộ trưởng Ngoại giao Hoa Kỳ    |
| John F. Kelly  | Chánh văn phòng Nhà Trắng      |
| John R. Bolton | Cố vấn An ninh Quốc gia Hoa Kỳ |

| CHDCND Triều Tiên | CHDCND Triều Tiên                                           |
| Tên               | Tên                                                         |
| ----------------- | ----------------------------------------------------------- |
| Kim Jong-un       | Chủ tịch Ủy ban Quốc vụ, Chủ tịch Đảng Lao động Triều Tiên  |
| Ri Yong-ho        | Bộ trưởng Ngoại giao (Cộng hòa Dân chủ Nhân dân Triều Tiên) |
| Kim Yong-chol     | Phó Chủ tịch Đảng Lao động Triều Tiên                       |
| Ri Su-yong        | Phó Chủ tịch Ủy ban Trung ương Đảng lao động Triều Tiên     |

### Các đại biểu khác
| Hoa Kỳ                                     | Hoa Kỳ                                                                          |
| Tên                                        | Tên                                                                             |
| ------------------------------------------ | ------------------------------------------------------------------------------- |
| Nội các Hoa Kỳ                             |                                                                                 |
| Randall Schriver                           | Trợ lý Bộ trưởng Quốc phòng phụ trách các vấn đề an ninh châu Á Thái Bình Dương |
| Văn phòng Nhà Trắng                        |                                                                                 |
| Sarah Huckabee Sanders                     | Người phát ngôn Nhà Trắng                                                       |
| Stephen Miller                             | Cố vấn Cao cấp Tổng thống Hoa Kỳ                                                |
| Hội đồng An ninh Quốc gia Hoa Kỳ (NSC)     |                                                                                 |
| Mira Ricardel                              | Phó cố vấn An ninh Quốc gia (Hoa Kỳ)                                            |
| Sarah Tinsley                              | Giám đốc Đối thoại Chiến lược NSC                                               |
| Matthew Pottinger                          | Giám đốc Cao cấp Vụ châu Á NSC                                                  |
| Brenan Richards                            | Giám đốc NSC các vấn đề Đông Nam Á                                              |
| Allison Hooker                             | Thành viên NSC                                                                  |
| Cơ quan Tình báo Trung ương (Hoa Kỳ) (CIA) |                                                                                 |
| Andrew Kim                                 | Giám đốc Trung tâm Phái bộ CIA Triều Tiên                                       |
| Đại sứ Hoa Kỳ                              |                                                                                 |
| Sung Kim                                   | Đại sứ Hoa Kỳ tại Philippines                                                   |
| P. Michael McKinley                        | Đại sứ Hoa Kỳ tại Brazil                                                        |
| Stephanie Syptak-Ramnath                   | Đại sứ Hoa Kỳ tại Singapore                                                     |
| Melissa Brown                              | Cố vấn các vấn đề Chính trị và Kinh tế tại Đại sứ quán Mỹ ở Singapore           |

| CHDCND Triều Tiên                                                | CHDCND Triều Tiên                                            |
| Tên                                                              | Tên                                                          |
| ---------------------------------------------------------------- | ------------------------------------------------------------ |
| Nội các Cộng hòa Dân chủ Nhân dân Triều Tiên                     |                                                              |
| No Kwang-chol                                                    | Bộ trưởng Bộ Quốc phòng Triều Tiên                           |
| Choe Son-hui                                                     | Bộ trưởng Bộ Ngoại giao Triều Tiên                           |
| Đảng Lao động Triều Tiên (WPK)                                   |                                                              |
| Kim Yo-jong                                                      | Em gái Kim Jong-un, Phó Giám đốc Cục Tuyên truyền và Cổ động |
| Các thành viên khác của Ủy ban Trung ương Đảng và Ủy ban Quốc vụ |                                                              |

## Phản ứng

### Khi có Thông báo về Hội nghị

#### Nga
Bộ trưởng Ngoại giao Sergey Lavrov theo dõi sát sao cuộc họp, nói rằng "đó là một bước đi đúng hướng" thay vì "lửa và giận dữ". Ông cũng bày tỏ rằng một thỏa thuận pháp lý giữa Hoa Kỳ và CHDCND Triều Tiên sẽ rất quan trọng để bình thường hóa tình trạng nguy hiểm xung quanh bán đảo Triều Tiên. Vào ngày 31 tháng 5 năm 2018, Sergey Lavrov đã gặp Kim Jong-un ở Bình Nhưỡng để thảo luận về khử nhân bằng cách giảm bớt các biện pháp trừng phạt để đẩy nhanh quá trình giải trừ vũ khí, và đến lượt ông nhận được một phản ứng thuận lợi từ lãnh đạo CHDCND Triều Tiên. Lavrov mời lãnh đạo CHDCND Triều Tiên đến thăm Nga. Ông nói với Kim rằng Moskva ủng hộ hòa bình và tiến bộ trên bán đảo Triều Tiên và đánh giá cao một tuyên bố có chữ ký của Bình Nhưỡng và Seoul. Trước đó, Lavrov đã gặp gỡ đối tác CHDCND Triều Tiên Ri Yong-ho và những người khác tại tòa nhà Nhân dân tối cao ở thủ đô CHDCND Triều Tiên. Lavrov và phó của ông Igor Morgulov đã tỏ lòng tôn kính của họ tại một đài tưởng niệm các binh sĩ Liên Xô tại Công viên Moranbong của Bình Nhưỡng. Bộ Ngoại giao Nga cho biết trước đó Lavrov và Ri đã được dự kiến sẽ thảo luận về "các vấn đề quan trọng của quan hệ song phương và các vấn đề quốc tế và khu vực quan trọng." 
Tổng thống Vladimir Putin cam kết đảm bảo rằng các cuộc đàm phán sẽ thành công, cho thấy rằng tất cả các cầu thủ khu vực như Nga nên cung cấp cho CHDCND Triều Tiên bảo đảm để có một cuộc họp hiệu quả. Ông kêu gọi cộng đồng quốc tế giúp CHDCND Triều Tiên về mặt kinh tế khi họ từ bỏ chương trình vũ khí hạt nhân của họ..

#### Hàn Quốc
Tổng thống Hàn Quốc Moon Jae-in bày tỏ hy vọng cho cả Trump và Kim để có "quyết định táo bạo" trong cuộc họp đầu tiên của họ, thừa nhận "quá trình lâu dài" của quá trình phi hạt nhân hóa của CHDCND Triều Tiên. Vào thứ hai trước các cuộc đàm phán, ông đã thảo luận về hội nghị thượng đỉnh với Trump trong một cuộc gọi điện thoại 40 phút, trong đó Moon nói với ông rằng người dân Hàn Quốc đang cầu nguyện để "tạo ra một kết quả kỳ diệu" trong các cuộc đàm phán. Sau tuyên bố hủy bỏ của Tổng thống Trump của hội nghị thượng đỉnh vào cuối tháng Năm, Moon nói rằng ông đã bị bối rối và cảm thấy "rất đáng tiếc" khi ông và Kim tổ chức hội nghị thượng đỉnh thứ hai và không có kế hoạch tại Panmunjom để giúp giải quyết sự bất đồng giữa Kim và Trump. Hàn Quốc ca ngợi hội nghị thượng đỉnh là "các cuộc đàm phán của thế kỷ" trong hội nghị thượng đỉnh.

#### Đức
Thủ tướng Đức Angela Merkel bày tỏ ý kiến của mình về các cuộc đàm phán Kim-Trump; cô ấy xem "những tia hy vọng" đạt được độ phân giải của vũ khí hạt nhân của miền Bắc. Merkel cũng nhận xét rằng "sẽ thật tuyệt vời nếu chúng ta có thể trải nghiệm một détente".

#### Nhật Bản
Ngay sau khi hội nghị thượng đỉnh được công bố, Thủ tướng Nhật Bản Shinzō Abe nói với các phóng viên rằng ông đánh giá cao "sự thay đổi của CHDCND Triều Tiên" và do sự thay đổi ngoại giao trong giai đoạn chiến dịch vận động phối hợp của Hoa Kỳ, Nhật Bản và Hàn Quốc. <ref>“Word of Trump-Kim Summit Meeting Stirs Concern in Asia”. New York Times. ngày 8 tháng 3 năm 2018. Truy cập ngày 11 tháng 6 năm 2018.</ref> Tuy nhiên, Abe đã cảnh báo Trump không tấn công chương trình tên lửa của CHDCND Triều Tiên để Nhật Bản tiếp xúc với các tên lửa tầm ngắn không đến được lục địa Hoa Kỳ, hoặc giảm áp lực lên CHDCND Triều Tiên quá sớm trước khi phi hạt nhân hoàn toàn. Abe cũng bày tỏ mong muốn tổ chức một cuộc họp song phương với CHDCND Triều Tiên về vấn đề bắt cóc công dân Nhật Bản, hối thúc Trump nêu vấn đề trong hội nghị thượng đỉnh.

#### Liên minh châu Âu
Thành viên của Nghị viện châu Âu Nirj Deva lãnh đạo phái đoàn Nghị viện châu Âu thừa nhận rằng họ đã có nhiều cuộc gặp bí mật với các quan chức cấp cao ở CHDCND Triều Tiên trong ba năm để giải quyết ICBM tên lửa ICBM và chương trình bom hạt nhân để ngăn chặn mọi kết luận không thể tránh khỏi với thế giới. Thành viên Nghị viện châu Âu Áo Paul Ruebig, phó chủ tịch ủy ban, đề nghị rằng Liên Hợp Quốc tham gia vào các hội nghị thượng đỉnh Trump-Kim để cung cấp cho họ một chân trời quốc tế.

#### Trung Quốc
Tổng Bí thư Đảng Cộng sản Trung Quốc Tập Cận Bình đã có cuộc đối thoại với Tổng thống Donald Trump vào ngày 11 tháng 3 về hội nghị thượng đỉnh CHDCND Triều Tiên - Hoa Kỳ năm 2018. Trung Quốc bày tỏ sự đánh giá cao nỗ lực giải quyết vấn đề hạt nhân của Triều Tiên thông qua ngoại giao thông qua hội nghị thượng đỉnh CHDCND Triều Tiên - Hoa Kỳ. Nhà Trắng cũng tin rằng CHDCND Triều Tiên sẽ giữ lời hứa đình chỉ việc phóng tên lửa ICBM và các thử nghiệm hạt nhân của CHDCND Triều Tiên trước hội nghị thượng đỉnh CHDCND Triều Tiên - Hoa Kỳ vào tháng Năm.

#### Singapore
Thủ tướng Lee Hsien Loong chúc mừng cả hai nhà lãnh đạo bằng những bức thư riêng gửi đến cho họ về kết quả thành công của hội nghị thượng đỉnh và chúc cả hai nước thành công trong việc thực hiện thỏa thuận đã ký kết. Ông cũng cảm ơn người Singapore và những người phục vụ hội nghị đỉnh.

#### Hàn Quốc
Văn phòng Tổng thống Hàn Quốc Nhà Xanh và Tổng thống Moon Jae-in thông báo rằng kết quả của hội nghị thượng đỉnh Trump-Kim phản ánh "quyết tâm táo bạo của hai nhà lãnh đạo", và ông Moon nói có thể thấy sự chân thành của ông Kim Jong-un về cam kết quyết định, hành động chủ động cho quá trình giải trừ vũ khí hạt nhân. Tuy nhiên, ông Moon nhấn mạnh rằng khoảng 65 năm thù địch với vấn đề hạt nhân ICBM phức tạp sẽ không được giải quyết bởi một hội nghị thượng đỉnh duy nhất, nhưng sẽ yêu cầu hợp tác liên tục cho quá trình giải trừ vũ khí hạt nhân. Chính phủ Hàn Quốc và các lực lượng Mỹ trong khu vực được cho là đã bị bất ngờ bởi tuyên bố đình chỉ các cuộc tập trận chung của Tổng thống Trump. Tổng thống Hàn Quốc Moon Jae-in ủng hộ sự thành công của hội nghị thượng đỉnh Trump-Kim mặc dù có nhiều ý kiến khác nhau. Ông Moon tin rằng hầu hết người Hàn Quốc ủng hộ định hướng hòa bình trên bán đảo Triều Tiên, như được chứng minh trong kết quả của cuộc bầu cử địa phương ở Hàn Quốc vừa diễn ra một ngày sau hội nghị thượng đỉnh, trong đó đảng của ông đã thắng 13 trong số 17 cuộc bầu cử địa phương. Kyunghyang Shinmun, một tờ báo tự do, nói rằng Trump và Kim đã bắt đầu một "cuộc diễu hành hòa bình" có thể dẫn đến việc chấm dứt tình trạng thù địch vĩnh viễn. Chosun Ilbo bày tỏ lo ngại rằng do sự nhượng bộ của Trump, miền Bắc sẽ giữ chương trình vũ khí hạt nhân của mình vĩnh viễn. Nó mô tả hội nghị thượng đỉnh là "ngạc nhiên và vô nghĩa".

#### Taiwan
Bộ Ngoại giao Đài Loan đã ban hành một báo cáo tin tức bày tỏ niềm vui của mình tại sự nhất trí cụ thể giữa Hoa Kỳ và CHDCND Triều Tiên tại cuộc họp thượng đỉnh, và sẽ tiếp tục hợp tác với cộng đồng quốc tế như một phương tiện thúc đẩy hòa bình và ổn định khu vực. Các quan chức cấp cao của nước Cộng hòa Trung Quốc quen thuộc với an ninh quốc gia Đài Loan đã chỉ ra rằng Thái Anh Văn, Tổng thống Đài Loan, đã sử dụng nhiều kênh khác nhau để nắm bắt thông tin có liên quan của hội nghị thượng đỉnh và đã duy trì các liên hệ gần gũi và không bị cản trở với các quốc gia có liên quan.

#### United Kingdom
Quốc vụ khanh Các vấn đề đối ngoại và khối thịnh vượng chung Boris Johnson đã lên Twitter sau khi hội nghị kết thúc và nói trong một tweet, "Chào mừng các tin tức rằng Tổng thống Trump và Kim Jong Un đã tổ chức các cuộc đàm phán mang tính xây dựng sự cam kết của Cộng hòa Dân chủ Nhân dân Triều Tiên trong việc hoàn thành phi hạt nhân hóa bán đảo Triều Tiên là bước quan trọng đầu tiên hướng tới một tương lai ổn định và thịnh vượng."

#### Việt Nam
Phát ngôn viên Bộ Ngoại giao Lê Thị Thu Hằng ca ngợi hội nghị thượng đỉnh, Người Phát ngôn Bộ Ngoại giao Lê Thị Thu Hằng nói: "Việt Nam hoan nghênh và đánh giá cao kết quả Hội đàm thượng đỉnh Triều Tiên-Hoa Kỳ ngày 12/6/2018. Lập trường nhất quán của Việt Nam là ủng hộ phi hạt nhân hóa và hòa bình, ổn định trên bán đảo Triều Tiên, giải quyết mọi vấn đề bằng các biện pháp hòa bình trên cơ sở luật pháp quốc tế."

#### Úc
Thủ tướng Úc Malcolm Turnbull đã ca ngợi ông Trump với quyết tâm giải quyết vấn đề của DPRK về vấn đề DPRK của Trump bằng cách Trump là một động lực có sức thuyết phục và có sức thuyết phục. Turnbull định nghĩa ông Trump là một nhà sản xuất thực sự. Ngoại trưởng Julie Bishop bày tỏ rằng chính phủ Úc sẵn lòng hỗ trợ chuyên môn của mình để hỗ trợ quá trình xác minh phi hạt nhân hóa bán đảo Triều Tiên khi vũ khí hạt nhân ICBM của CHDCND Triều Tiên cuối cùng bị loại bỏ.

#### Canada
Thủ tướng Canada Justin Trudeau đã tuyên bố ủng hộ hội nghị thượng đỉnh, "Chúng tôi ủng hộ những nỗ lực liên tục của tổng thống về CHDCND Triều Tiên, (và) chúng tôi mong muốn xem xét các chi tiết của thỏa thuận".

## Hội nghị thượng đỉnh Triều Tiên-Hoa Kỳ lần thứ 2
Hội nghị thượng đỉnh Triều Tiên-Hoa Kỳ Việt Nam 2019, hay Hội nghị thượng đỉnh CHDCND Triều Tiên-Hoa Kỳ Việt Nam sẽ diễn ra tại Việt Nam vào ngày 27 và 28 tháng 2 năm 2019. Dù trước đó đã có nhiều đồn đoán về việc Việt Nam có ưu thế hơn để lựa chọn trong số các địa điểm được đưa ra cân nhắc như Thái Lan, Ha-oai,.. tuy nhiên thông tin chính thức chỉ được xác nhận trong bài phát biểu thông điệp liên bang của tổng thống Donald Trump trước lưỡng viện Hoa Kỳ vào ngày 5 tháng 2 năm 2019.